# ديلمان (مدمرة قاذفة للصواريخ)
مدمرة ديلمان: هي خامس مدمرة إيرانية الصنع من مشروع موج، فئة جماران، قادرة على إطلاق الصواريخ الموجهة. صممتها واشرفت عليها القوة البحرية الإستراتيجية التابعة للجيش الإيراني. وتم بناؤها تحت إشراف هذه القوة في مجمع الصناعات البحرية. تم إدخال هذه المدمرة التي لا يمكن رصدها من قبل الرادارات ضمن أسطول الشمال في بحر قزوين في مراسم أقيمت صباح يوم الإثنين 27 نوفمبر 2023م. أن مدمرة ديلمان يمكنها رصد أكثر من 100 هدف، بما في ذلك السفن والطائرات المسيرة والمروحيات والغواصات في وقت واحد. وهي مجهزة بأكثر الأنظمة الدفاعية والقتالية تعقيداً كما تم تجهيزها بمختلف أنواع المعدات والمدافع الثقيلة والرشاشة والطوربيدات. ذكرت جمهورية إيران أن تصميم وبناء المدمرة ديلمان من طراز جماران، كان من بين أعظم إنجازات البحرية الإيرانية ويمثل إطلاق السفينة قفزة تكنولوجية كبيرة للصناعات البحرية الإيرانية. وهناك المزيد من السفن في فئتها قيد الإنشاء لإضافتها إلى الأساطيل الإيرانية في بحر قزوين والخليج العربي.

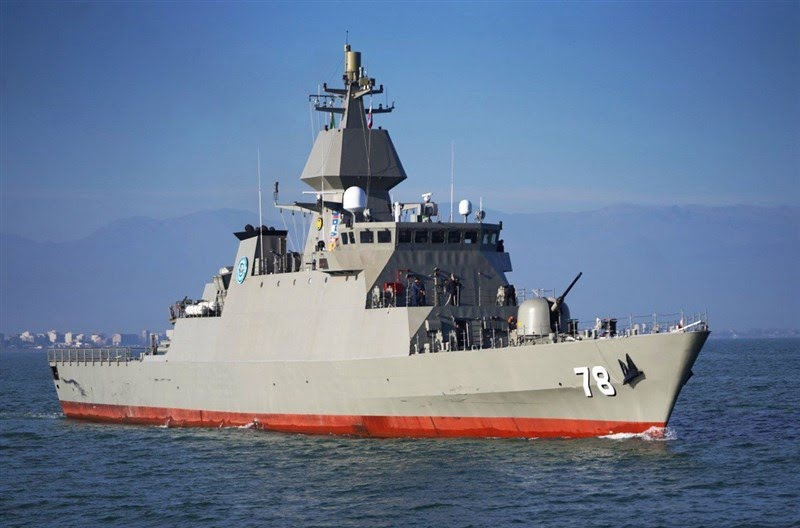
المدمرة الحربية الإيرانية القاذفة للصواريخ ديلمان

## الإعلان الرسمي
أعلنت جمهورية إيران وبشكل رسمي عن خامس مدمرة إيرانية الصنع والتصميم صباح يوم الإثنين 27 تشرين الثاني/ نوفمبر 2023م. وجرى الإعلان في مراسم أُقيمَت بحضور اللواء محمد باقري، رئيس هيئة أركان القوات المسلحة الإيرانية، واللواء عبد الرحيم موسوي، القائد العام للجيش الإيراني، والأدميرال شهرام إيراني قائد القوة البحرية الإيرانية. وقد أعلن الجيش الإيراني عن إلحاق المدمرة ديلمان بأسطول الشمال للقوات البحرية الإيرانية في بحر قزوين. والذي يُعَد أكبر مسطح مائي داخلي في العالم، وتتقاسمه روسيا وأذربيجان وكازاخستان وتركمانستان وإيران. وتُعتبَر مدمرة ديلمان الخامسة من مشروع موج، وقد صُمِمَت وأُنجِزَت بإشراف القوة البحرية الإستراتيجية للجيش الإيراني. ومع إنضمامها أصبح يشمل الأسطول الإيراني على 5 مدمرات هي (جماران وسهند ودماوند ودنا وديلمان القاذفة للصواريخ).

## المواصفات
تتميز المدمرة الحربية ديلمان عن سابقاتها بنظام الدفع الرباعي الذي يرفع سرعتها إلى 26 عقدة. ويبلغ طول المدمرة ديلمان، التي سميت على إسم بلدة في شمال جمهورية إيران 95 متراً، وعرضها يبلغ 11 متراً، كما يصل وزنها إلى 1400 طن، وهي قادرة على إطلاق طوربيدات أثناء الإبحار بسرعة 30 عقدة (56 كيلومتر/ ساعة).

## الخصائص
تتمتع مدمرة ديلمان الحديثة بأكثر الأنظمة الدفاعية والقتالية تعقيداً، بحيث تم تجهيزها بمختلف أنواع المعدات والمدافع الثقيلة والرشاشة والطوربيدات. وتمتاز بقدرة الإبحار لمسافات طويلة، وبمنظومة مطاردة تخولها إنجاز مهام البحث والاكتشاف والتعرف والرصد والمواجهة وتدمير أي تهديدات جوية وسطحية وتحت سطحية إذا لزم الأمر، كما يُعَد سطح الطيران الذي يتمتع بالقدرة على الهبوط والإقلاع بالمروحية أحد الميزات التشغيلية المهمة لمدمرة ديلمان التي تُعَد مظهراً آخر من مظاهر قوة الصناعة الدفاعية الإيرانية في تلبية احتياجات البحرية الإيرانية وتكشف عن مدى الكفاءة والمهارة التي بلغتها جمهورية إيران في مجال التصنيع البحري.

## وصف المدمرة
أنظمة التسليح:
في قسم التسليح الخاص بمدمرة ديلمان إيرانية الصنع، تم إستخدام معدات وأسلحة أكثر حداثة. ونظام الحرب الإلكترونية ذا المدى الأطول، والقوة التدميرية، وزادت سرعة أسلحة ديلمان.
أنظمة الرادار:
تُعَد هذه المدمرة الإيرانية، من أکثر المدمرات المحلية تطوراً، حيث تم تجهيزها برادار للتحكم في إطلاق النار وکشف الطائرات المعادية والإستفادة من منظومة مراقبة ورصد وتنسيق العمليات البحرية. ولهذه المدمرة القدرة على حمل أنواع من الرادارات، وتم تصميم هيكلها بحيث لا تعكس الرادار، وقد تم إستخدام سارية رادارية متطورة في مدمرة ديلمان العسكرية، حيث تم تركيب سارية متطورة على شكل (عين نسر) رباعية الجوانب عليها، وكل جانب منها يحتوي على 1000 مصفوفة، وتحتوي إجمالاً 4000 مصفوفة. ان هذا الرادار لديه القدرة على إكتشاف 100 هدف واعتراض 13 هدفاً في الوقت نفسه، ويقوم هذا الرادار المضاد للحرب الإلكترونية باكتشاف واعتراض الأهداف بما في ذلك المقاتلات والطائرات المسيرة والمروحيات وصواريخ أرض جو وغيرها من الأهداف السطحية، ويمكن للرادار المثبت على المدمرة ديلمان رصد الأهداف على مسافة تصل إلى 200 كيلومتر.
أنظمة الملاحة:
أن تطبيق نظام الملاحة لتوفير السرعة الأمثل لمدمرة ديلمان يُعتبَر من النقاط والمميزات البارزة لهذه المدمرة مقارنةً بنظيراتها من المدمرات والسفن الإيرانية الأخرى.
أنظمة دفاعية:
تمتاز هذ المدمرة، بمنظومة دفاع نقطوية، ومنظومة المطاردة، وبقدرتها على السيطرة على الهجمات النارية، ومنظومة الدفاع الذاتية. كما وتتمتع مدمرة ديلمان بقدرات دفاعية وهجومية تتبعية، وتم فيها نصب أنظمة مدافع وأنظمة تشويش الرادارات المعادية، اي أنها تتمتع بمنظومة للحرب الإليكترونية ومجهزة برادارات تكتيکية وجوية متطورة.
أجهزة السونار:
تمتاز المدمرة بأجهزة سونار عالية التقنية، والسونار المستخدم فيها هو من أحدث أنواع السونار محلي الصنع، وله قدرته ودقته العالية والمتميزة في الحركة تحت السطح. وتمتاز مدمرة ديلمان بسارية متطورة، ورادارها يمتاز بأربع جهات تصويرية أيضاً.
خزان الوقود:
قام المتخصصون في مجموعة تصميم المدمرة ديلمان بزيادة حجم خزانات الوقود في المدمرة. وذلك بعد إرسال المدمرة (دنا) للمهمة 360 ومهام بحرية أخرى في المياه المفتوحة والبحار الطويلة لزيادة متانتها في البحر.
منصة هبوط المروحيات:
تحتوي هذه المدمرة على دافع للصدر، مما يزيد من قدرة السفينة على المناورة، وفي ما يتعلق بمنصة المروحيات، فإن أبعاد منصة المروحيات لدى هذه السفينة أكبر منها في السفن السابقة من فئة (موج)، ويمكن لمروحيات (SH) الهبوط والإقلاع عليها. بالطبع، من الممكن أيضاً الهبوط والإقلاع بالمروحية ليلاً في المدمرة ديلمان.
الطاقم:
يتكون طاقم المدمرة الحربية القاذفة للصواريخ ديلمان من 80 بحاراً و64 شخص من القوات العملياتية.

## تصميم وبناء المدمرة
تتميز مدمرة ديلمان القاذفة للصواريخ بتصميمها الشبحي، أي عدم أو صعوبة اكتشافها من قبل أنظمة الرادار. وقد تم تصميمها وبنائها وتجهيزها بمساعدة خبراء الصناعة البحرية لتكون لديها سفينة جديدة ذات قدرة فريدة من نوعها في الأسطول الشمالي. وتم تصميم هيكل مدمرة ديلمان بشكل قل ما تنعكس أمواج الرادار عنه. وأعلن المسؤول عن تصميم المدمرة ديلمان الكابتن أول داريوش اسكندري، أنه شارك في بناء هذه المدمرة الحديثة 150 شخصاً بشكل مباشر، و 2000 ألف شخص بشكل غير مباشر. وتابع، استغرق بناء هذه المدمرة 4 سنوات، وهو رقم قياسي جديد في بناء المدمرات في البلاد. وان السعر النهائي للمدمرة ديلمان في البلاد ثلث مثيلاتها الأجنبية و يصل الى 100 مليون دولار.

## تسليح المدمرة
تمتلك المدمرة الحربية الإيرانية ديلمان أكثر الأنظمة الدفاعية تعقيداً. فهي مزودة براجمات للصواريخ ومنصة لإطلاق الطوربيدات ومدافع ورشاشات، ومنظومة دفاعية ومنظومة للمطاردة والسيطرة على الهجمات البحرية. وقد زاد عدد صواريخ كروز في المدمرة ديلمان، وتضاعف مقارنةً بمثيلاتها. وتم أيضاً إستخدام منظومة (كمند) وصواريخ الإطلاق العمودية في هذه السفينة. بالإضافة إلى ذلك تم تركيب صواريخ دفاعية قصيرة المدى على المدمرة ديلمان، حيث ان الهدف من تركيب هذه الصواريخ هو لتدمير الأهداف الجوية، وقد تحسنت دقة وسرعة هذه الصواريخ. وهذه أهم الأسلحة التي تم تنصيبها على مدمرة ديلمان القاذفة للصواريخ:

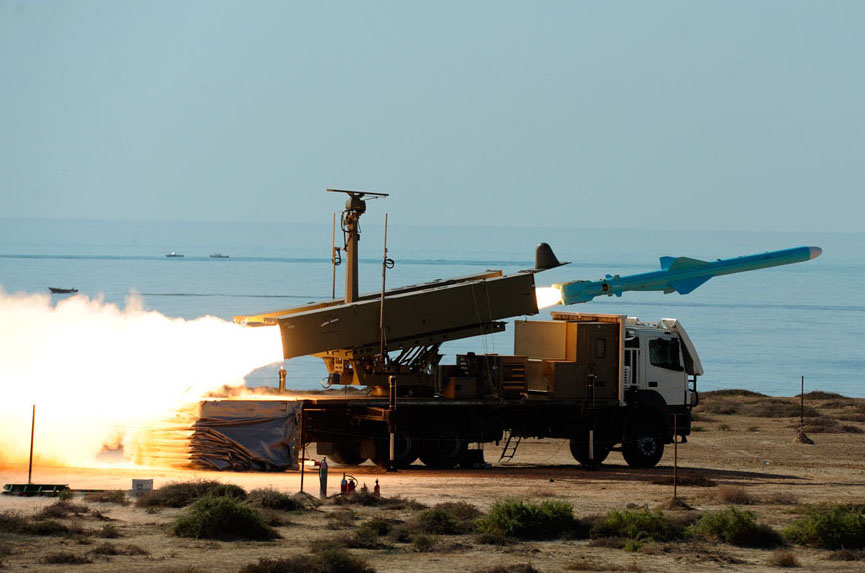
إطلاق صاروخ قادر في مناورات الولاية-90 البحرية، وهو أحد الصواريخ الإيرانية التي تم تنصيبها على الفرقاطة الحربية تبرزين

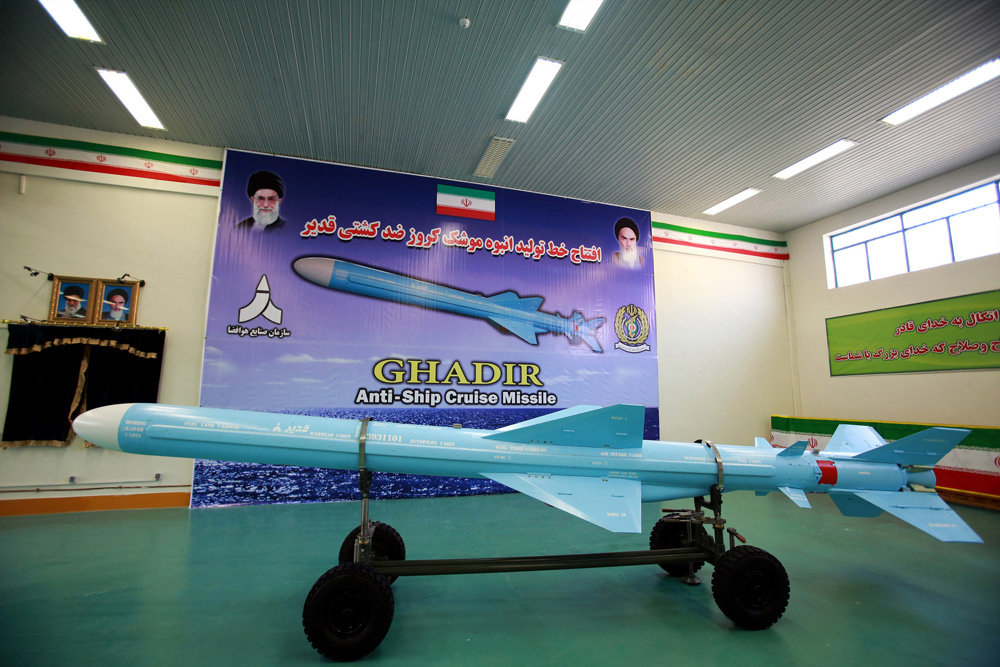
أقيم حفل إفتتاح خط الإنتاج الضخم لصاروخ كروز قدير وتسليمه لقوات البحرية التابعة للحرس الثوري الإيراني، بحضور وزير الدفاع حسين دهقان، في منظمة الصناعات الفضائية الجوية الإيرانية

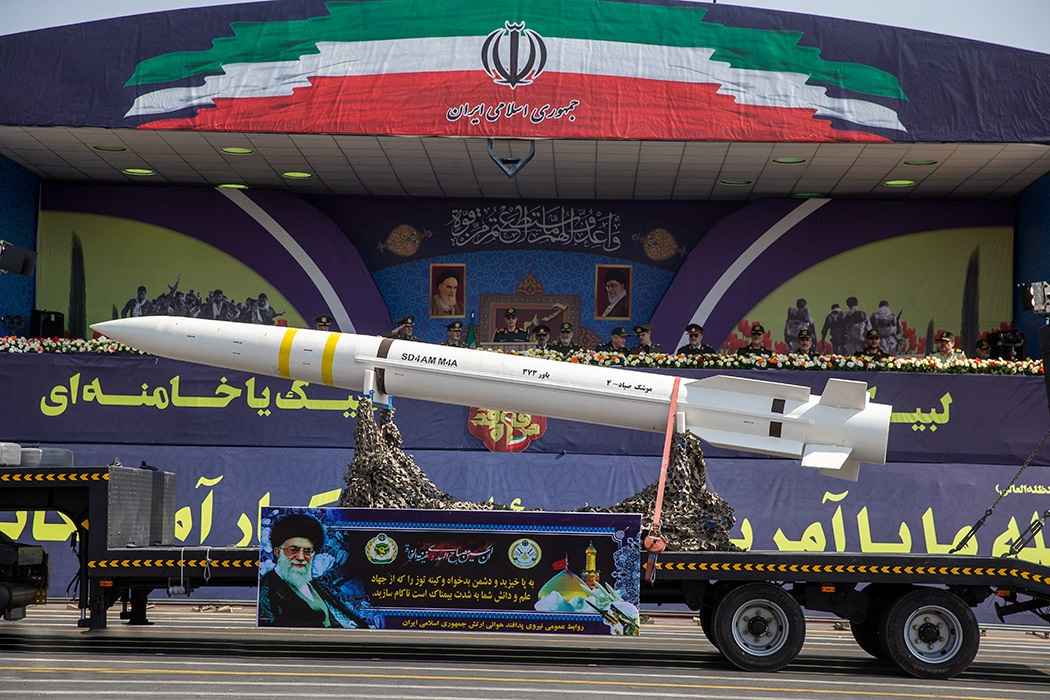
عرض صاروخ صياد 4 خلال أسبوع الدفاع المقدس لعام 2019م جنوب العاصمة طهران

منظومة كمند للدفاع الجوي:
هي منظومة للدفاع الجوي إيرانية الصنع. والقادرة على إطلاق 4 إلى 7 آلاف طلقة في الدقيقة الواحدة بشكل أوتوماتيكي. وتستطيع إصابة الأهداف على إرتفاع أو مسافة 4 كيلومترات.
منظومة نواب الصاروخية:
تم تركيب منظومة نواب الصاروخية للدفاع الجوي متوسطة المدى على مدمرة ديلمان. وذلك لتدمير الأهداف الجوية المعادية بالإطلاق العامودي. وقد تحسنت دقة وسرعة هذه الصواريخ.
منظومة صياد الصاروخية:
هي سلسلة صواريخ للدفاع الجوي تنتمي لعائلة صواريخ صياد الإيرانية المتطورة والتي تأتي بأربعة أجيال مختلفة ولكل جيل خصائصه ومميزاته المختلفة عن الجيل الذي سبقه.
صاروخ قادر البحري:

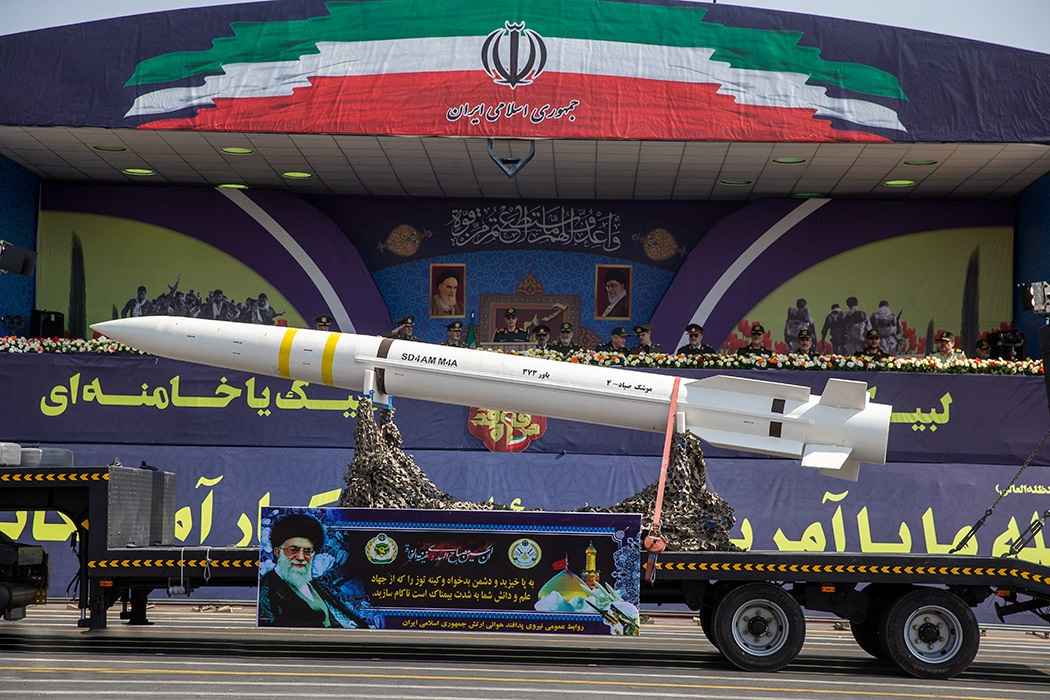
عرض صاروخ صياد 4 خلال أسبوع الدفاع المقدس لعام 2019م جنوب العاصمة طهران

تم تنصيب صاروخ قادر على متن المدمرة ديلمان. ويُعرَف قادر بأنه صاروخ إيراني الصنع، مضاد للسفن والأهداف البحرية، أُعلِنَ عنه في 2011/8/23 ويبلغ مداه 300 كيلومتر، كما وتم افتتاح خط إنتاج صواريخ كروز البحرية قادر من قِبَل وزير الدفاع وإسناد القوات المسلحة الإيرانية العميد أحمد وحيدي، وقد تم تسليم خط الإنتاج هذا إلى القوات البحرية في الجيش والقوات البحرية في الحرس الثوري الإيراني.
صاروخ قدير البحري:

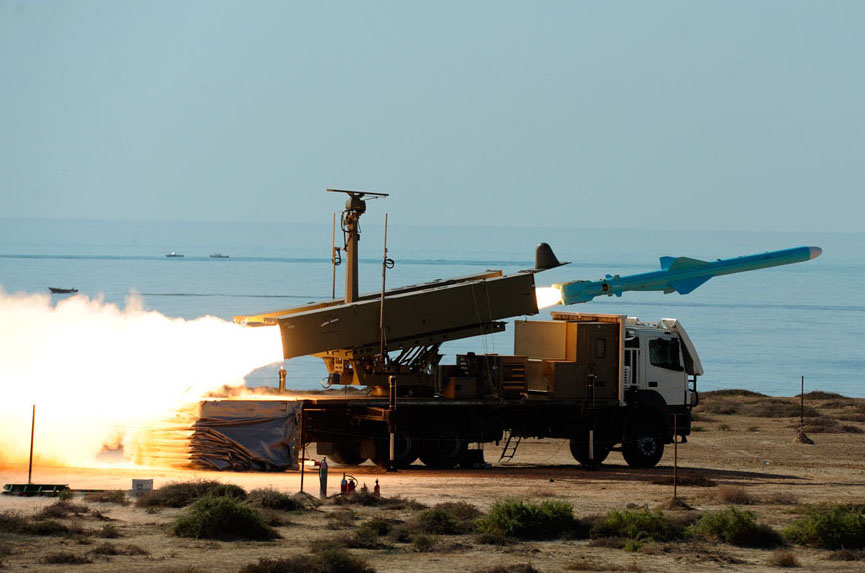
إطلاق صاروخ قادر في مناورات الولاية-90 البحرية، وهو أحد الصواريخ الإيرانية التي تم تنصيبها على الفرقاطة الحربية تبرزين

تم تنصيب هذا الصاروخ على متن مدمرة ديلمان. وهو صاروخ كروز بحري بعيد المدى والمضاد للقطع البحریة. جيلٌ جديد من صواريخ كروز الإيرانية تم تصمیمه وإنتاجه على ید الخبراء والمختصین الإيرانیین فی منظمة الصناعات الجوفضائیة التابعة لوزارة الدفاع الإيرانية ويبلغ مداه 300 كيلومتر وهو قادر على إصابة الأهداف البحرية بدقة عالية ويتميز بقدرة تدميرية هائلة. تم إزاحة الستار عنه في يوم الأحد 24 أغسطس 2014م في معرض لوزارة الدفاع الإيرانية برعاية الرئیس الإيراني حسن روحاني. ويُعتبَر صاروخ قدير الأبعد مدى من بين صواريخ كروز البحرية الإيرانية، إذ يبلغ مداه 300 كيلومتر، ما يوفر مسافة عملياتية مناسبة للدفاع عن سواحل البلاد، فضلاً عن تهديد سواحل العدو.
إطلاق الطوربيدات:

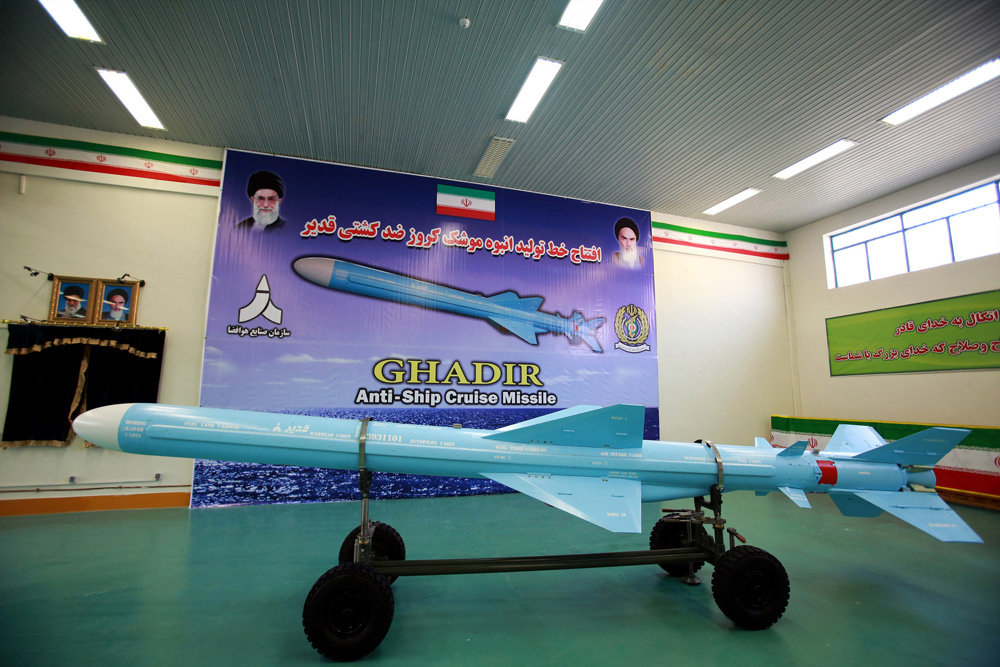
أقيم حفل إفتتاح خط الإنتاج الضخم لصاروخ كروز قدير وتسليمه لقوات البحرية التابعة للحرس الثوري الإيراني، بحضور وزير الدفاع حسين دهقان، في منظمة الصناعات الفضائية الجوية الإيرانية

تم تزويد مدمرة ديلمان بمنصة لإطلاق الطوربيدات ومدافع ورشاشات، ومنظومة دفاعية ومنظومة للمطاردة والسيطرة على الهجمات البحرية.

## ردود أفعال
إيران
المرشد الإيراني:
نشر المرشد الأعلى بجمهورية إيران، علي خامنئي، مقطع فيديو لأحد القطع البحرية الإيرانية، وهي المدمرة ديلمان، وذلك بعد انضمامها للأسطول البحري الإيراني. مقطع الفيديو نشره المرشد الإيراني على صفحته بمنصة أكس (تويتر سابقاً)، قائلاً بتعليق "لم يكن يُتخيّل ذات يوم أن القوات البحرية التابعة لجيش الجمهورية الإسلامية ستكون قادرة على الحضور في بحر قزوين، ولكن تُصنَع اليوم المدمرات على شواطئه وتوضَع في المياه مباشرةً".
رئيس الأركان العامة للقوات المسلحة:
خلال حفل تدشين المدمرة ديلمان، وصف الجنرال محمد حسين باقري، رئيس الأركان العامة للقوات المسلحة، بحر قزوين بأنه (بحر السلام والصداقة)، وقال إن القوات البحرية الإيرانية هناك ستخدم "السلام وأمن الأساطيل التجارية ومواجهة الإرهابيين والحوادث المحتملة في المستقبل". وتابع اللواء باقري: نحن في بحر قزوين لن نشعر بأي تهديد ولدينا علاقات جيدة جداً مع الدول المجاورة، لكن أمن القطع البحرية والاستعداد لأي طارئ والتصدي لأي إعتداء محتمل يُعتبَر من الأمور الضرورية التي تستدعي امتلاك معدات حديثة، وصناعة هذه المدمرة كان أمراً ضرورياً.
قائد القوة البحریة في الجیش الإیراني:
قال قائد القوة البحریة في الجیش الإیراني، الأدمیرال شهرام إيراني، أثناء مراسم الإعلان عن مدمرة ديلمان، "ان بحر قزوين هو بحر السلام والصداقة، وبما أن الكثير من التبادلات التجارية تمر عبر البحار، فمن الضروري امتلاك كهذه المدمرة المتطورة لتحمي القطع البحرية الأخرى في هذه المياه. إن مهمة هذه المدمرة هي السلام والأمن البحري وتبادل المعلومات. وبالتأكيد سنصنع مدمرات متطورة أخرى في المستقبل".
أحد أعضاء مجموعة تصميم وبناء المدمرة:
كشف الأدميرال الإيراني داود قلي زادة، أحد أعضاء مجموعة تصميم وبناء المدمرة ديلمان، تفاصيل جديدة عن خصائص هذه المدمرة. وفي تصريحات لوكالة أنباء فارس، أشار إلى مميزات هذه المدمرة قائلاً، "ان المدمرة ديلمان هي سلسلة من المدمرات من فئة (موج)، والفرق بين هذه المدمرة والسفن الأخرى من هذه الفئة هو شكل بدنها"، مضيفاً "إن المدمرة ديلمان تزن ما بين 1300 و1500 طن". وأكمل "قمنا في مجموعة تصميم المدمرة ديلمان بزيادة حجم خزانات الوقود في المدمرة، بعد إرسال المدمرة دنا للمهمة 360 ومهام بحرية أخرى في المياه المفتوحة والبحار الطويلة لزيادة متانتها في البحر".

## معرض الصور

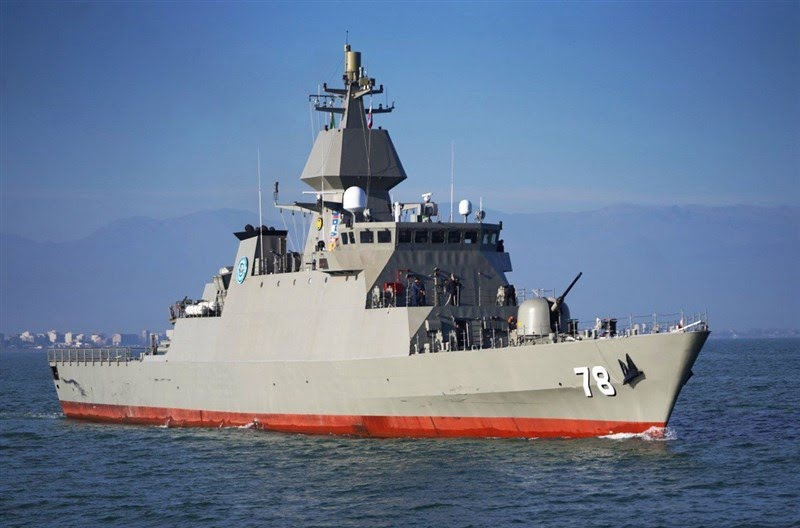
المدمرة الحربية الإيرانية القاذفة للصواريخ ديلمان

## مواضيع ذات صلة
- معدات القوات المسلحة الإيرانية
- دماوند (فرقاطة)
- فرقاطة نوع ألوند
- حادث سفينة كونارك
- غواصة غدير
- حرس الثورة الإسلامية
- زورق ذو الفقار الصاروخي
- قناص شاهر
- معراج (طائرة بدون طيار)
- صاروخ سجيل
- صاروخ شهاب 3
- طربيد والفجر
- صاروخ رضوان الباليستي
- مروحية شاهد 285
- زورق ذو الفقار الصاروخي